# Hydnaceae
Le idnacee (Hydnaceae Chevall., 1826) è una famiglia di funghi basidiomiceti appartenente all'ordine Cantharellales.

## Etimologia
Dal greco hùdnon = tartufo

## Generi di Hydnaceae
Il genere tipo è Hydnum L.. Altri generi inclusi sono:
- Burgoa
- Corallofungus
- Cystidiodendron
- Ingoldiella
- Osteomorpha
- Paullicorticium
- Sistotrema[2]